# نصرت أباد (زاهدان)
نصرت أباد (بالفارسية: نصرت‌آباد) هي مدينة تقع في إيران في Nosratabad District. يقدر عدد سكانها بـ 4,182 نسمة .